# FK Madžari Solidarnost Skopje
FK Madžari Solidarnost Skopje (Macedonisch: ФК Маџари Солидарност) is een Macedonische voetbalclub uit de hoofdstad Skopje.
De club werd in 1992 opgericht en startte in de Macedonische 2de klasse. In 1998 degradeerde de club naar de 3de klasse maar kon later terugkeren. In 2003 werd de club vice-kampioen en promoveerde zo naar de hoogste klasse. In het eerste seizoen werd de club 6de. In 2005 eindigde de club net boven de rechtstreekse degradatie maar moest een play-off spelen en verloor die van Makedonija Skopje. Troostprijs dat seizoen was de finale van de beker. Terug in de 2de klasse werd de eindronde om de promotie gehaald maar verloor daarin van Sileks Kratovo.

## Erelijst
- Beker van Macedonië
  - Finalist: 2005

Arsimi ·
Bashkimi ·
Belasica · 
FK Borec
Bregalnica Štip ·
Detonit · 
Kožuv · 
Makedonija · 
Novaci ·
Ohrid · 
Osogovo · 
Pobeda · 
Sasa · 
Skopje · 
Vardar Negotino ·
FK Vardarski